# Den fungerande demokratin
Den fungerande demokratin eller Making Democracy Work: Civic Traditions in Modern Italy är en bok av den amerikanske statsvetaren Robert Putnam, utgiven 1993. 
Grundidén till boken ligger i att jämföra hur de olika regionerna i Italien utvecklades i den dåvarande decentraliseringsprocessen. Putnam påbörjade sin undersökning i en tid av förändringar, då Italien gick från en stark central styrning till ökad regional styrning. I juni 1970 valdes de första lagstiftande församlingarna i de italienska regionerna och decentraliseringen av Italien var ett faktum. Ett faktum som det måste tas hänsyn till är att Italien, hårdraget, är uppdelat i två delar, där den norra delen är rikare och den södra delen är fattigare. Putnam var medveten om detta och det är i denna problematik som boken tar sin grund, nämligen skillnaden i angreppssätt i de olika regionerna. En viktig del i denna decentraliseringsprocess är just att alla regioner ser till att deras egna politiska institutioner fungerar väl.
Putnam utförde mellan 1970 och 1989 ett stort antal undersökningar där han framförallt intresserade sig för medborgarandan eller som Putnam kallar det, det sociala kapitalet. Här använder Putnam så vitt spridda variabler som hur många som läser tidningen, antal medlemmar i fågelskådarföreningar, hur många som besöker kyrkan, hur många som har medlemskap i en ideell förening, antalet sångkörer och antalet idrottsföreningar i varje region.
Den slutsats som Putnam kommer fram till efter dessa undersökningar är att de klassiskt "fattiga" syditalienska regionerna har en sämre förmåga att skapa demokrati än de "rika" norditalienska regionerna. Men Putnam hävdar att det inte beror på pengar, utan det är det sociala kapitalet som sätter stopp för den demokratiska processen i söder. Putnam härleder denna slutsats till att folk i de norra regionerna i större utsträckning interagerar med varandra i form av föreningar, körer etc, medan folk i de södra delarna gör detta i mindre utsträckning. Putnam visar också på att folk i de södra regionerna går i kyrkan mer regelbundet än folket i de norra regionerna. Detta ägnar Putnam ett helt kapitel åt i boken där han går tillbaka och tittar historiskt på hur makthierarkin sett ut i Italien, och allt pekar åt samma håll, den katolska kyrkan, som har stark fäste i de södra regionerna, har sedan urminnes tid en stark hierarkisk maktindelning där kyrkan står över människan. Folket i de norra delarna är mer sekulariserade och träffas därför på andra sätt, till exempel fågelskådarföreningen eller fotbollslaget snarare än i kyrkan. En annan del av undersökningen som Putnam genomförde var att fråga vilket förtroende människor hade för de folkvalda politikerna och resultatet var att folk i de norra regionerna hade ett högre förtroende för sin politiker än vad folket i de södra regionerna hade. Putnam menar också att den ekonomiska framgången som de norra regionerna nu rider på också grundar sig i det sociala kapitalet. 
Putnams slutsats är att social interaktion mellan människor bygger starka band och att det i sin tur skapar det sociala kapitalet. Ett starkt socialt kapital leder till att de politiska institutionerna blir starka och därmed blir också demokratin starkare.
Putnam har inte gått fri från kritik. Framförallt är det italienska samhällsforskare som menar att Putnam förenklar när han drar sina slutsatser.

## Fotnoter
1. ↑  Robert Putnam, Den fungerande demokratin, 1996[specificera källa]